# Авенариус, Василий Петрович
Васи́лий Петро́вич Авена́риус (нем. Wilhelm Heinrich Appolonius Avenarius; 1839, Царское Село —1923, Петроград) — русский писатель

, автор произведений для детей и юношества.

## Биография
Родился 28 сентября (10 октября) 1839 года в Царском Селе в семье лютеранского пастора Петра Александровича Авенариуса (1794—1854) и дочери лютеранского пастора, Генриетты Андреевны (урождённая Гамельман). Старшие братья: Александр (1824—1850), Николай (1834—1903), Михаил (1835—1895).
Окончил Санкт-Петербургскую 5-ю гимназию (VII  выпуск, 1857) и физико-математический факультет Санкт-Петербургского университета по разряду естественных наук со степенью кандидата (1861).
В 1862—1880 годах служил в хозяйственном департаменте Министерства внутренних дел; к 1880 году был начальником отделения. Затем, до 1882 годах был чиновником особых поручений V класса при министре народного просвещения; в 1882—1899 годах служил старшим чиновником канцелярии Ведомства учреждений императрицы Марии, с 1899 по 1908 год исполнял обязанности председателя учебного комитета этого ведомства.
Был произведён 8 апреля 1884 года в действительные статские советники, 1 января 1896 года — в тайные советники.
С 1 сентября 1908 года — в отставке.
С 26 января 1900 года был действительным членом Общества любителей российской словесности.
Умер 9 ноября 1923 года в Петрограде.
Жена (с 19.06.1870) — Вильгельмина Андреевна (урожд. Kosch; 1848 — 25 июня 1920).

## Адреса в Санкт-Петербурге — Петрограде
- 1891—1894 — Прачечный переулок, 5 — Пирогова пер., 19;[5]
- 1894—1917 — Союза Печатников ул. 18[6].

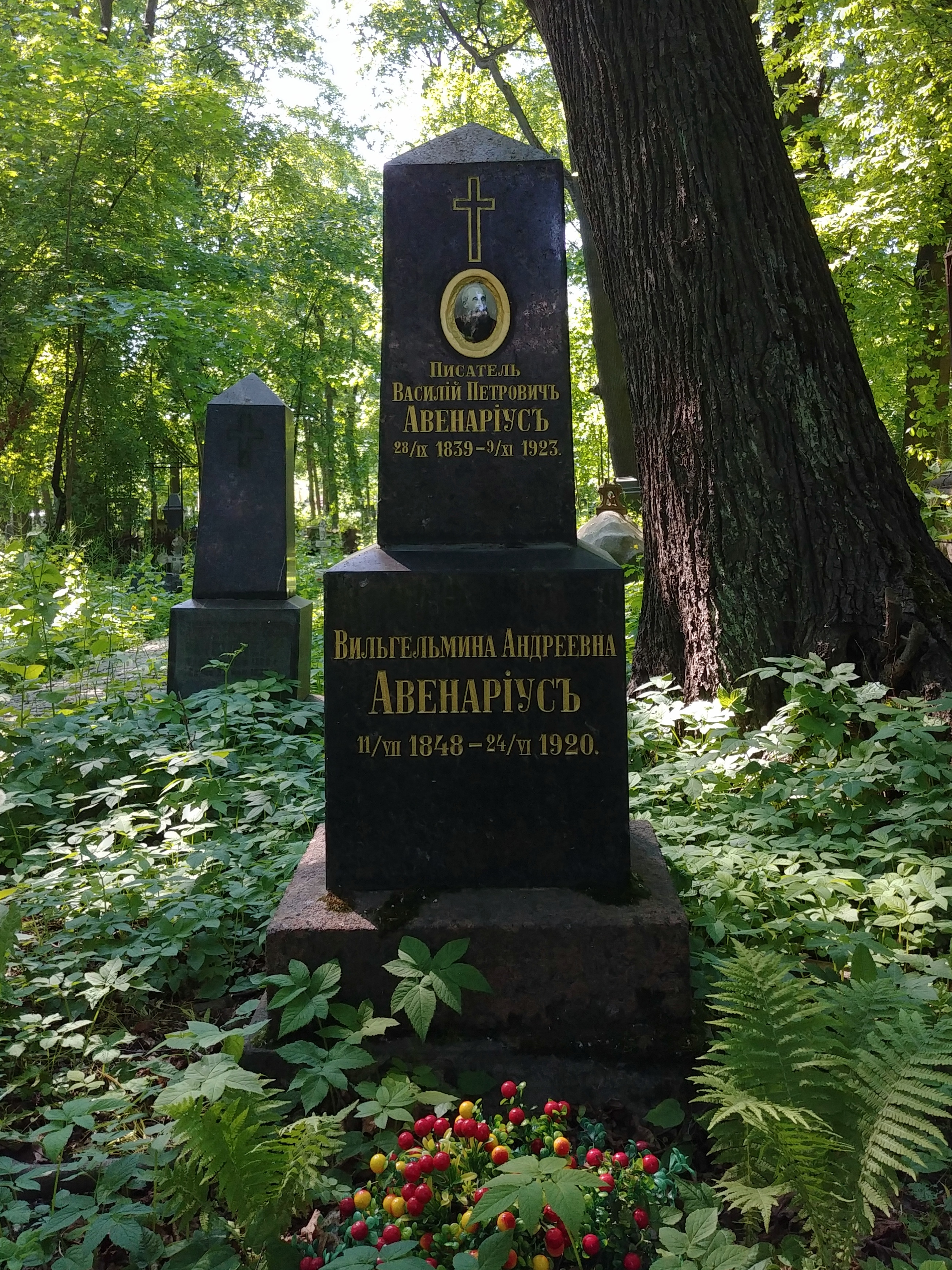
Могила В. П. Авенариуса на Смоленском лютеранском кладбище

## Творчество
Повесть «Современная идиллия» впервые помещена в «Всемирном труде» (1865). Отрицательное отношение к революционным стремлениям 1860-х годов вызвали жестокие нападки критики как на эту, так и на следующую его повесть («Поветрие», 1867), и он скоро оставил общую литературу, только изредка возвращаясь к ней впоследствии.
Его имя стало известно почти исключительно в детской литературе. Он не был писателем по профессии и работал над своими произведениями очень медленно. Авенариус переложил, или вернее издал в приспособленном для детей виде, русские былины — «Книга о киевских богатырях» (1875). Эта книга приобрела большую популярность и много раз переиздавалась. Затем последовал ряд оригинальных сказок для детей («О пчёлке Мохнатке», «О муравье-богатыре» и другие). В 1878 году Авенариус получил первую премию педагогического Фребелевского общества за «Сказку о пчеле-Мохнатке», а в 1879 году — за книгу «Что комната говорит».
С середины 1880-х годов Авенариус начал издавать повести из жизни писателей, учёных, художников, описывая в основном их детские, отроческие и юношеские годы:
- «Отроческие годы Пушкина» (1885). Повесть впервые опубликована в журнале «Родник», 1885, № 7—11.
- «Юношеские годы Пушкина» (1888); три издания — 1888, 1893, 1899;
- «Гоголь-гимназист» (1897);
- «Гоголь-студент» (1898);
- «Школа жизни великого юмориста» (1899);
- «Детские годы Моцарта» (1901);
- «Создатель русской оперы — Глинка» (1903);
- «Поэт-партизан Д. В. Давыдов» (1904);
- «Первый русский изобретатель И. П. Кулибин» (1906);
- «Школьные годы Пирогова» (1908);
- «Молодость Пирогова» (1909);
- «Д. И. Фонвизин, его жизнь и творчество» (1914)
- «Орёл Чечни и Дагестана». Впервые опубликована в «Задушевном слове», 1916—1917 гг.;
- «Молодость и творчество великого изобретателя Эдисона» (1923)

Другая группа сочинений Авенариуса — его исторические произведения (например, роман-трилогия «За царевича») близки сочинениям Г. Данилевского, Вс. Соловьёва, Д. Мордовцева и другие. В них много рассказов о приключениях и описаний быта, что будет интересно любителям истории.
Третью группу представляют воспоминания детства и молодости («Листки из детских воспоминаний» и другие), о виденном и пережитом («Перед рассветом», «За тридцать лет»). Повесть «Перед рассветом» рисует картины крепостного быта накануне отмены крепостного права и воспроизводит психологию сторонников и врагов этой отмены в помещичьей среде.
Произведения Авенариуса проникнуты благонамеренными взглядами; до революции они были рекомендованы для включения в школьную программу.

### Список опубликованных произведений
- Современная идиллия: [Повесть]. — Санкт-Петербург: тип. А. А. Краевского, 1865. — 165, [2] с.
- Бродящие силы: Две повести В. П. Авенариуса. Ч. I—II. — Berlin: B. Behr's Buchhandlung (E. Bock), 1874. —  [8], 304 с. — (Собрание сочинений русских писателей / Изд. Б. Бера).
- Книга о киевских богатырях: свод 24 избранных былин древне-киевского эпоса / сост. В. П. Авенариус. — Санкт-Петербург: Тип. М. Стасюлевича, 1876. — XXI, 280, XXXIV с.
- Книга былин: свод избранных образцов русской народной эпической поэзии: (новое издание «Книги о киевских богатырях», дополненное былинами новгородскими, московскими, казацкими, петровскими и безымянными) : с портретом певца былин Рябинина работы Л. А. Серякова и рисунками А. В. Прохорова и Н. Н. Каразина / сост. В. П. Авенариус. — Санкт-Петербург: Тип. М. Стасюлевича, 1880. — [2], XXIX, 355, XLIII с.
- Сказка о Муравье-Богатыре: рассказ для детей В. П. Авенариуса / [рис. исполнены Н. Н. Каразиным, резаны на дереве К. О. Ольшевским]. — Санкт-Петербург: Родник, 1883. — [4], 44 с.
- Детские сказки / Рассказал В .П. Авенариус; С 65 рис. Н. Н. Каразина. — 2-е изд., новое дополн. — Санкт-Петербург: кн. маг. П. В. Луковникова, [1890]. — VI, 7—221 с.
- Молодильные яблоки: Сказка-поэма: С рис. — Санкт-Петербург: кн. маг. П. В. Луковникова, [1890]. — 32 с.
- Васильки и колосья: Рассказы и очерки, для юношества. — Санкт-Петербург: Тип. Лебедева, 1892. — 310 с.
- Меньшой потешный: С портр. князя Александра Даниловича Меншикова: Ист. повесть из молодости Петра Великого. — Санкт-Петербург: кн. маг. П. В. Луковникова, [1895]. — 74 с.
- Гоголь-гимназист: Биогр. повесть. — Санкт-Петербург: Луковников, 1897. — 232 с.
- Перед рассветом: Повесть для юношества из посл. лет крепост. права В. П. Авенариуса / С 20 рис. и портр.-автотип. и фототип. Ангерера и Гешля в Вене. — Санкт-Петербург: кн. маг. П. В. Луковникова, ценз. 1899. — 278 с.
- Сказка о Муравье-Богатыре: рассказ для детей В. П. Авенариуса / с рис. Н. Н. Каразина. — 5-е изд. — Санкт-Петербург: кн. маг. П. В. Луковникова, [1899]. — 60 с.
- Школа жизни великого юмориста: Биогр. повесть. — Санкт-Петербург: Луковников, 1899. — 374 с.
- За тридцать лет: Образцы новой рус. поэзии: Выбрал для юношества В. П. Авенариус. — Санкт-Петербург: кн. маг. П. В. Луковникова, 1900. — [2], VIII, 343 с.
- Детские годы Моцарта: Биогр. рассказ: По Гериберту Рау пересказал В. П. Авенариус: С портр. Моцарта и картинами. — Санкт-Петербург: кн. маг. П. В. Луковникова, 1901. — 64 с.
- Сын атамана: Повесть для юношества из быта запорожцев: С 8 отд. рис.— Санкт-Петербург: кн. маг. П. В. Луковникова, 1901. — 198 с.
- Три венца: ист. повесть из времен первого самозванца: (перераб. для юношества из романа того же названия): с 12 отд. рис. — 1901. — 366 с.
- Первый вылет: Путевой дневник институтки: С видами и карт. — Санкт-Петербург: кн. маг. П. В. Луковникова, 1902. — 210 с.
- На Москву!: Ист. повесть из времен первого самозванца: С 2 портр. и 16 отд. рис. — Санкт-Петербург: кн. маг. П. В. Луковникова, 1903. — 391 с.
- Необыкновенная история о воскресшем помпейце: Фантаст. повесть: (Перераб. для юношества): С 14 картинками. — Санкт-Петербург: кн. маг. П. В. Луковникова, ценз. 1903. — [2], 106 с.
- Создатель русской оперы, Михаил Иванович Глинка: Биогр. повесть для юношества: С 20 портр. и рис. — Санкт-Петербург: кн. маг. П. В. Луковникова, ценз. 1903. — [2], 241 с.
- Лепестки и листья: рассказы, очерки, афоризмы и загадки для юношества. С.-Петербург: Издательство книжного магазина П. В. Луковникова, 1905. — 318 с.
- Опальные: Историческая повесть для юношества из времен царя Алексея Михайловича / С 16-ю рисунками И. Ф. Никонова. — Санкт-Петербург: изд. кн. маг. П. В. Луковникова, [1905] (тип. М. Меркушева). — 340 с.
- Бироновщина: С 12 отд. карт. и портр.: Ист. повесть для юношества. — Санкт-Петербург: кн. маг. П. В. Луковникова, [1907]. — 309 с.
- Два регентства: Ист. повесть для юношества: С 12 отд. картинами и портр. — Санкт-Петербург: Кн. маг. П.П.[!] Луковникова, [1908]. — 273 с.
- История мопсика: (Из дневника Любочки) / С рис. Р. Шнейдер. — Москва: А. Д. Ступин, 1908. — 46 с.
- А. С. Пушкин: Биогр. очерк В. П. Авенариуса. — Санкт-Петербург: кн. маг. П. В. Луковникова, [1909]. — 56 с.
- Молодость славного русского хирурга и педагога Н. И. Пирогова: Биогр. рассказ для юношества: С портр. и рис. — Санкт-Петербург: кн. маг. П. В. Луковникова, [1909]. — 182 с.
- Н. В. Гоголь: Биогр. очерк В. П. Авенариуса: С портр. Н. В. Гоголя и 4 рис. — Санкт-Петербург: кн. маг. П. В. Луковникова, [1909]. — 40 с.
- Отроческие годы Пушкина: биографическая повесть: с 8 рисунками и портретом Пушкина / [сочинение] В. П. Авенариуса. — Издание 6-е. — С.-Петербург: издание книжного магазина П. В. Луковникова: типография М. Меркушева, [1909]. — 232, [2] с.
- Первый русский изобретатель Иван Петрович Кулибин: Биогр. рассказ для юношества: С 8 портр. и рис. — Санкт-Петербург: кн. маг. П. В. Луковникова, [1909]. — VI, 7—116 с.
- Сборник рассказов и сказок современных русских писателей / Сост. В. П. Авенариус; Рис. А. П. Апсита и В. В. Спасского. — Москва: А. Д. Ступин, 1911. — VI, [2], 481 с. — (Новая детская хрестоматия).
- Дочь посадничья: Повесть для юношества из времен Великого Новгорода и Ганзы: С 53 рис. — Санкт-Петербург: кн. маг. П. В. Луковникова, 1912. — IV, 5—295 с.
- Среди врагов: дневник юноши, очевидца войны 1812 года. — СПб., 1912. — VI, 173 с.
- За неведомый океан: Ист. повесть для юношества об открытии Нового Света. — Санкт-Петербург: П. В. Луковников, 1913. — 266 с.
- Сказка о пчеле Мохнатке: Рассказ для детей, удостоенный первой премии С.-Пб. Фребелев. о-ва. — 12-е изд., ил. — Москва: А. Д. Ступин, 1913. — 32 с.
- Юношеские годы Пушкина: Биогр. повесть В. П. Авенариуса: С рис. — 5-е изд. — Санкт-Петербург: кн. маг. П. В. Луковникова, [1913]. — 390 с.
- Историческая хрестоматия: Сб. ист. рассказов рус. писателей / Сост. для юношества В. П. Авенариус; Рис. В. В. Спасского. — Москва: А. Д. Ступин, 1915 [1914]. — 609 с.
- М. Ю. Лермонтов: биографический очерк: с 12 портретами и рисунками / [сочинение В. П. Авенариуса]. — Санкт-Петербург: издание книжного магазина П. В. Луковникова, 1914. — 63 с.
- На Париж!: Дневник юноши, участника кампании 1813—1814 гг. / С 12 карт. худож. Н. Н. Болдырева. — Санкт-Петербург: П. В. Луковников, 1914. — VI, 7—276 с.
- Пущин в селе Михайловском: страница из жизни Пушкина. — Петроград: Гос. изд-во, 1920. — 39 с.
- Книга о киевских богатырях. Свод 24 избранных былин древнекиевского эпоса. — СПб.: Тип. М. Стасюлевича, 1876. — 357 с.
- Книга былин. Свод избранных образцов русской народной эпической поэзии. — М.: Тип. лит. т-ва И. Н. Кушнерёв и Ко, 1902. — 419 с.
- Лепестки и листья. Разсказы, очерки, афоризмы и загадки для юношества.. — СПб.: Изданіе книжнаго магазина П. В. Луковникова, 1905.
- Бироновщина. Два регентства.. — М.: Современник, 1994. — 366 с. — 30 000 экз. — ISBN 5-270-01887-x.